# Тренутак истине
„Тренутак истине” је југословенски кратки документарни филм први пут приказан 27. марта 1969. године. Режирао га је Милорад Јакшић Фанђо који је написао и сценарио.

## Улоге
| Глумац            | Улога                  |
| ----------------- | ---------------------- |
| Радосав Виторовић | Лично, фабрички радник |